# Нобъл (окръг, Оклахома)
Окръг Нобъл (на английски: Noble County) е окръг в щата Оклахома, Съединени американски щати. Площта му е 1922 km², а населението – 11 411 души (2000). Административен център е град Пери.